# Спальное
Спальное — деревня в Суджанском районе Курской области. Входит в состав Борковского сельсовета.

## География
Деревня находится на реке Псёл, в 88 км к юго-западу от Курска, в 18 км к юго-востоку от районного центра — города Суджа, в 4,5 км от центра сельсовета  — села Борки.
Климат
Спальное, как и весь район, расположено в поясе умеренно континентального климата с тёплым летом и относительно тёплой зимой (Dfb в классификации Кёппена).

## История
На карте курской губернии из атласа Вильбрехта 1800 года деревня носит название Спалняя.
13 августа 2024 года село захвачено ВСУ. 24 августа 2024 года село освобождено.

## Население
| 2002 | 2010 |
| ---- | ---- |
| 239  | ↘139 |

## Инфраструктура
Личное подсобное хозяйство. В деревне 167 домов.

## Транспорт
Спальное находится в 18,5 км от автодороги регионального значения 38К-004 (Дьяконово — Суджа — граница с Украиной, в 5 км от автодороги 38К-028 (Обоянь — Суджа), в 1,5 км от автодороги межмуниципального значения 38Н-515 (38К-028 — Махновка — Плёхово — Уланок), на автодороге 38Н-029 (Борки — Спальное), в 5,5 км от ближайшей ж/д станции Сосновый Бор (линия Льгов I — Подкосылев).
В 94 км от аэропорта имени В. Г. Шухова (недалеко от Белгорода).